# Layla and Other Assorted Love Songs
A Layla and Other Assorted Love Songs a Derek and the Dominos egyetlen stúdióalbuma. Manapság az egyik legjobb albumnak és Eric Clapton egyik legjobb munkájának tartják.
Az album 1970 decemberében jelent meg; kritikai fogadtatása és eladási adatai elég vegyesek voltak. A Billboard Pop albumok listáján a 16. helyet érte el, viszont a brit listákra fel sem került.
Tom Dowd producer – a rock történetének egyik legnagyobb hatású producere – azt mondta: „úgy éreztem, hogy ez volt a legjobb…album, aminek a készítésében részt vettem a The Genius of Ray Charles óta.”
Szavai az évek során beigazolódtak; Gene Santoro később azt mondta az albumról, hogy „a rock történetének egyik legfontosabb albuma”, ami „még ma is tökéletes”.
2003-ban a VH1 minden idők 89. legjobb albumának választotta, a "Minden idők 500 legjobb albuma (Rolling Stone magazin)" szavazásán pedig a 115. helyet érte el. Szerepel az 1001 lemez, amit hallanod kell, mielőtt meghalsz című könyvben.

## Háttér
A Derek and the Dominos megalakulásának legfőbb oka az volt, hogy Clapton megelégelte a két korábbi supergroup – a Cream és a Blind Faith – körüli felhajtást. A Blind Faith feloszlása után a Delaney, Bonnie and Friends nevű zenekarhoz csatlakozott, mely a Blind Faith brit turnéján Claptonék előzenekara volt.
Később a Delaney & Bonnie billentyűse, Bobby Whitlock Claptonnal kezdett dolgozni; néhány hónapig csak dalokat írtak, „hogy legyen mit játszani”, ahogy Whitlock mondta. Ezek a dalok adták a Layla and Other Assorted Love Songs vázát.
Egy Joe Cockerrel közös turné után a Delaney & Bonnie másik két zenésze is csatlakozott hozzájuk: Carl Radle basszusgitáros és Jim Gordon dobos. Clapton szándéka az volt, hogy olyan zenekart hozzon létre, melyben nem ő a frontember, hanem minden zenész egyenrangú partnere a másiknak; így jött létre a Derek and the Dominos, mely angliai klubokban kezdett fellépni. Nevüket egy nyelvbotlásnak köszönhetik: első koncertjükön a műsorközlő eredeti nevük – Eric and the Dynamos – helyett Derek and the Dominos-ként konferálta be őket. A nevet megtartották, ezzel is jelezve, hogy nem Clapton a vezető.
A turné befejezte után a miamiban lévő Criteria Studiosban egy albumot kezdtek felvenni, melyből a Layla and Other Assorted Love Songs lett.
Az album felvételének másik oka (amellett, hogy kellett) Clapton magánéleti válsága volt: reménytelenül beleszeretett legjobb barátja, George Harrison feleségébe, Pattie Boydba. Még későbbi heroinfüggősége sem tudta csillapítani ezt az érzést. Dave Marsh a The Rolling Stone Illustrated History of Rock and Roll-ban azt írta, hogy „kevés olyan eset van a rock történetében, amikor egy énekes vagy szövegíró olyan mély érzelmeket fejezett ki, melyeket hallva úgy érezzük, hogy egy gyilkosság vagy egy öngyilkosság szemtanúi vagyunk…ezek közül szerintem a 'Layla' a legnagyszerűbb.”

### Duane Allman csatlakozik
A Dominosnak még egy dologra volt szükségük ahhoz, hogy a Layla and Other Assorted Love Songs igazi klasszikus legyen, és ezt a felvételek kezdete után nem sokkal meg is szerezték. Clapton régóta rajongott Duane Allman munkájáért, amit Aretha Franklin és mások felvételeiről ismert meg, és régóta személyesen is találkozni akart vele. Allman sok más zenésztársához hasonlóan Clapton tisztelője volt. Dowd mindkettejük producere volt, így meg tudta szervezni a találkozót.
Amikor Dowd elmondta Claptonnak, hogy az Allman Brothers Band Miamiban lép fel, Clapton azt mondta, hogy ott akar lenni. Megengedték neki, hogy a színpad előtt üljön; miközben Duane csukott szemmel egy szólót játszott, Clapton kiment. Amikor kinyitotta a szemét, hirtelen Claptont látta, ahogy előtte ül. Annyira meglepődött, hogy egy pillanatra abbahagyta a zenélést.
A koncert után visszamentek a stúdióba és – a szó szoros értelmében – egy éjszaka alatt összebarátkoztak; Dowd elmondta, hogy „együtt zenéltek, kipróbálták egymás gitárját, mindenféle dologról beszélgettek – nem zavarta őket semmi, csak egymás játékát és tehetségét csodálták.” 
Duane azt mondta, hogy „eredetileg egy vagy két dalon játszottam volna”, de végül majdnem az összes dalon szerepelt. Whitlock azt mondta, hogy „mindannyiunkból a legjobbat hozta ki.”

### A felvételek
Allman segítségével az album gyorsan elkészült. A legtöbb dal Clapton és Whitlock szerzeménye volt, de több klasszikust is felvettek, például a "Nobody Knows When You're Down"-t, a "Have You Ever Loved a Woman"-t és a "Key to the Highway"-t.
Az utóbbi egy véletlen eredménye: a zenekar hallotta, hogy a szomszéd stúdióban valaki a dalt játssza; megtetszett nekik, és ők is játszani kezdték. A meglepődött Tom Dowd meghallotta, hogy mi történik, és utasította a hangmérnököt, hogy kezdje el felvenni a dalt – ez az oka, hogy az albumon a dal beúszással kezdődik.
A "Tell the Truth" már júniusban elkészült, egy gyors, dallamos változata kislemezként jelent meg. Az album felvételei közben ezt a dalt is újra felvették, lassabb tempóban, és egy instrumentális jam lett belőle. Az albumra került változatot ebből a két felvételből vágták össze: a kislemezt a jam sebességére lassították le. A másik két változat az 1972-es The History of Eric Clapton című albumon jelent meg.
Felvették még Jimi Hendrix "Little Wing" című dalának feldolgozását is. A dal elkészülte után nyolc nappal Hendrix meghalt, így a zenekar ezzel rótta le tiszteletét a „Gitárkirály” előtt. Clapton saját bevallása szerint Hendrix halála után rendkívül magányosnak érezte magát.
A "Layla" második felében hallható zongoradarabot Jim Gordon komponálta. A többiek hosszasan győzködték, hogy engedje felhasználni a dalhoz. Mivel Whitlock túl „szögletesnek” találta, egy másik zongorán megduplázta a szólamot, így valójában két zongora hallható. 
A felvételek után Clapton visszament Angliába, és heti ezer fontot költött heroinra.

## Az album dalai
|     | Cím                                       | Szerző(k)                       | Hossz |
| --- | ----------------------------------------- | ------------------------------- | ----- |
| 1.  | I Looked Away                             | Eric Clapton, Bobby Whitlock    | 3:05  |
| 2.  | Bell Bottom Blues                         | Eric Clapton                    | 5:02  |
| 3.  | Keep on Growing                           | Eric Clapton, Bobby Whitlock    | 6:21  |
| 4.  | Nobody Knows You When You're Down and Out | James Cox                       | 4:57  |
| 5.  | I Am Yours                                | Eric Clapton, Nezami            | 3:34  |
| 6.  | Anyday                                    | Eric Clapton, Bobby Whitlock    | 6:35  |
| 7.  | Key to the Highway                        | Big Bill Broonzy, Charles Segar | 9:40  |
| 8.  | Tell the Truth                            | Eric Clapton, Bobby Whitlock    | 6:39  |
| 9.  | Why Does Love Got to Be So Sad?           | Eric Clapton, Bobby Whitlock    | 4:41  |
| 10. | Have You Ever Loved a Woman               | Billy Myles                     | 6:52  |
| 11. | Little Wing                               | Jimi Hendrix                    | 5:33  |
| 12. | It's Too Late                             | Chuck Willis                    | 3:47  |
| 13. | Layla                                     | Eric Clapton, Jim Gordon        | 7:04  |
| 14. | Thorn Tree in the Garden                  | Bobby Whitlock                  | 2:53  |

## Közreműködők
- Eric Clapton – gitárok, ének
- Bobby Whitlock – billentyűsök, ének, akusztikus gitár
- Jim Gordon – dob, ütőhangszerek, zongora
- Carl Radle – basszusgitár, ütőhangszerek

### Vendégek
- Duane Allman – gitár (a 4-14. dalban)

### Produkció (Layla and Other Assorted Love Songs)
- Tom Dowd – producer
- Ron Albert – hangmérnök
- Chuck Kirkpatrick – hangmérnök
- Howie Albert – hangmérnök
- Carl Richardson – hangmérnök
- Mac Emmerman – hangmérnök
- Dennis M. Drake – keverés
- Frandsen de Schonberg – borító
- Bruce McCaskill – "Aki a kezében tartotta a dolgokat"

### Produkció (The Layla Sessions)
- Bill Levenson – producer
- Steve Rinkoff – keverés
- Dan Gellert – hangmérnök asszisztens
- Bob Ludwig – keverés
- Scott Hull – digitális szerkesztés
- Gene Santoro – esszé
- Mitchell Kanner – művészeti vezető
- George Lebon – művészeti vezető

## Olvasnivaló
- The Layla Sessions liner notes (Polydor, 1990)

## Külső hivatkozások
- Clapton és Duane első találkozása
- Összegyűjtött kritikák